# Mount Hamiguitan
Mount Hamiguitan je 1 620 m vysoká hora v jihovýchodní části filipínského ostrova Mindanao. Hora a její okolní krajina disponují jedním z nejpestřejších souborů biotopů na Filipínách jak z hlediska flóry, tak i fauny. Právě díky vysoké biodiverzitě bylo území v roce 2003 vyhlášeno chráněnou oblastí a v roce 2014 zapsáno na seznam světového přírodního dědictví UNESCO. Jednotlivé biotopy tu jsou uspořádány do výškových pater dle nadmořské výšky. Roste zde např. několik druhů masožravých láčkovek, z živočichů lze jmenovat orla opičího, kakadu filipínského, holuba rudoprsého, prase filipínské, kaloně Fischerova či pouchalku ostronosou.